# Joseph Kunzmann
Kaspar Joseph Kunzmann (* 6. Juli 1814 in Sauersack; † 20. Juni 1873 in Wien) war ein böhmischer k. k. Spitzen- und Weißwarenfabrikant, Gesellschafter und Unternehmer.

## Leben
Joseph Kunzmann wurde als jüngstes Kind des Spitzenhändlers Joseph Kunzmann Sen. (1773–1826) und dessen Ehefrau Ludmilla geb. Gottschald (1774–1843) in Sauersack Hausnummer 24 geboren. Sein Onkel war der Spitzenhändler Franz Anton Gottschald (1763–1813), der dem im Jahre 1780 (anderen Angaben zufolge bereits 1750) gegründeten Unternehmen Anton Gottschald & Comp. seinen Namen gab. Nach dem Tode seines Vaters übernahm seine Mutter mit den bisherigen Gesellschaftern Anton Karl Korb und Felix Kerl die Leitung der Firma. 1843/44 erhielt Kunzmann als einer von drei neuen Teilhabern die Landesfabrikbefugnis zur Erzeugung von weißen und schwarzen Seiden, Zwirn, Spitzen, Blonden und Seidentull sowie Mullstickerein übertragen. Im gleichen Jahr brachte der Betrieb ein Quantum von 1400 Zentner Leinenspitze in den Verkehr. Mit dem Entschluss den Firmensitz von Hirschenstand nach Neudek zu verlegen, siedelte Kunzmann 1846 mit seiner Familie von Sauersack nach Neudek über, wo man eine Fabrikanlage errichten ließ. 1868 trat u. a. sein Sohn Karl Kunzmann der Gesellschaft bei, dem auch das Vertretungsrecht zustand und dem die Verwaltung der Firmenzentrale oblag. Hingegen zog Kunzmann mit seinem jüngsten Sohn nach Wien. Hier war mit steigenden Absätzen eine Firmenfiliale gegründet worden, die sich zum Mittelpunkt des gesamten Betriebes entwickelte und für die er zuletzt als Weißwarenfabrikant tätig war. Er starb dort 1873. 1877 wurde sein Sohn Kamill Kunzmann für den Weiß- und Kurzwarenhandel in Wien als Prokurist eingetragen.

## Familie
Kunzmann heiratete am 10. Februar 1835 in Bergstadt Platten Maria Anna Karolina Kerl (* 19. Januar 1812 in Platten; † 8. April 1853), die Tochter des Handelsmanns Franz Anton Kerl. Aus der Ehe gingen folgende Kinder hervor:
1. Hermann Franz (* 22. Oktober 1835 in Sauersack)
2. Emilia Ludmilla (* 29. August 1836 in Sauersack)
3. Karoline (* 3. November 1839 in Sauersack)
4. Joseph Anton (* 25. April 1841 in Sauersack)
5. Felix Karl (* 24. Mai 1842 in Sauersack; † 28. April 1918 in Neudek), Fabrikant; ⚭ 23. Mai 1868 in Neudek Maria Schmieder (* 28. Juni 1844 in Plauen; † 15. Januar 1933 in Neudek).
6. Albertine Johanna (* 23. April 1844 in Sauersack; † 17. Oktober 1845 ebenda)
7. Kamill Karl (* 18. April 1848 in Neudek; † 15. Dezember 1920 in Wien), Prokurist; ⚭ Sofia († 20. November 1922 in Wien).